# La Pine
La Pine è una città degli Stati Uniti, situata in Oregon, nella contea di Deschutes.